# Shotwell
Shotwell è un programma libero per gestire e organizzare fotografie digitali per l'ambiente desktop GNOME.

## Funzionalità
Shotwell può importare le foto direttamente dalla fotocamera digitale o dalla scheda di memoria, mentre fino alla versione 0.27 era possibile importare la propria collezione fotografica da F-Spot. Le foto importate vengono automaticamente raggruppate per data di scatto, questo è molto utile per la definizione di gruppi di foto che descrivono un evento in particolare. Le operazioni di editing sono limitate alla riduzione dell'effetto occhi rossi, alla regolazione di luminosità, contrasto, tinta, temperatura e ombre. Shotwell offre anche la possibilità di ritagliare la foto, di ruotarla ed effettuare un miglioramento generico automatico.
Per quanto riguarda le funzioni semantiche, ad ogni foto è possibile assegnare uno o più tag e può essere data una valutazione da 1 a 5 stelle. Shotwell supporta anche la lettura di alcuni parametri Exif.
Le foto possono essere caricate su servizi online come Facebook, Flickr, Picasa Web Album, Piwigo e YouTube.
Attualmente la versione per Windows non supporta l'importazione delle fotocamera, la pubblicazione su servizi online e la stampa.
Ha sostituito F-Spot come strumento standard per la gestione di immagini su alcune distribuzioni Linux basate su GNOME, tra cui Fedora (dalla versione 13) e Ubuntu (dalla versione 10.10 Maverick Meerkat).

## Informazioni tecniche
Shotwell è scritto in Vala e usa le librerie GTK+ per la grafica. Per importare le foto viene fatto uso di gPhoto mentre per la memorizzazione dei metadati viene usato un database SQLite.